# Adhemarius daphne
Adhemarius daphne är en fjärilsart som beskrevs av Jean Baptiste Boisduval 1875. Adhemarius daphne ingår i släktet Adhemarius och familjen svärmare. Inga underarter finns listade i Catalogue of Life.